# Dennis L. Meadows
Dennis L. Meadows (* 7. Juni 1942 in Montana) ist ein US-amerikanischer Ökonom. Seine erste Ehefrau war Donella H. Meadows.

## Leben und Werk
Meadows wuchs in Rochester, Minnesota auf. Er studierte am Carleton College im selben Bundesstaat Chemie und schloss dort im Juni 1964 mit dem Bachelor of Arts ab. In den Jahren 1963 und 1964 war er im Argonne National Laboratory in Illinois tätig, das damals dem US-Energieministerium unterstand. Sein Managementstudium am Massachusetts Institute of Technology schloss er mit seiner Promotion ab. Er war Direktor von drei universitären Forschungseinrichtungen, am MIT, am Dartmouth College und an der University of New Hampshire. Weiterhin fungierte er als Professor an unterschiedlichen Fakultäten: Ingenieurwissenschaften, Management und Sozialwissenschaften. Weitere Schwerpunkte waren Teambuilding und System Thinking für Manager und Politiker. Heute ist er Emeritus und Leiter des Laboratory of Interactive Learning in New Hampshire.
Anhand einer rechnergestützten Simulation ermittelte Meadows in seiner vom Club of Rome beauftragten Studie Die Grenzen des Wachstums (1972, englischer Originaltitel The Limits to Growth) das Systemverhalten der Erde als Wirtschaftsraum bis zum Jahr 2100. Mitautoren war seine Frau Donella H. Meadows und der Norweger Jørgen Randers. Das benutzte Modell berücksichtigte eine Vielzahl bekannter Zusammenhänge der Kenngrößen und zeitlichen Verzögerungen zwischen Ursachen und Wirkungen. Fünf verschiedene Szenarien ergaben, dass beim seinerzeitigen Wirtschafts- und Bevölkerungswachstum durch Nahrungsmittelknappheit, Umweltverschmutzung und Rohstoffknappheit die Weltwirtschaft noch vor dem Jahr 2100 zusammenbrechen werde. Als Folgen zeichneten sich ein starker Rückgang des Wohlstands ab sowie die Aussicht, dass die gesicherte Ernährung der Weltbevölkerung unmöglich würde. Nur durch massive Anstrengungen insbesondere bei der Geburtenkontrolle und im Umweltschutz sowie durch sparsame Rohstoffkreisläufe könne eine langfristige Stabilität der Weltwirtschaft erreicht werden. Die Studie wurde von Meadows und seinen Mitautoren in den Jahren 1992 und 2004 jeweils aktualisiert.
Seit 1982 entwirft Meadows Brettspiele, mit denen Denken in Kategorien der Nachhaltigkeit einstudiert werden kann. Eines der bekanntesten ist Fishbanks Ltd.
Meadows ist Mitglied des Club of Vienna und Mitgründer der Balaton Group. 1975 wurde er mit dem Bayerischen Naturschutzpreis geehrt, am 7. November 2007 mit dem Berliner-Friedensuhr-Preis, am 23. April 2009 mit dem Japan-Preis.
Meadows lebt nach seiner Emeritierung heute mit seiner zweiten Ehefrau in New Hampshire.
2022 blickte Meadows in einem Interview in Die Zeit auf die 50 Jahre zurück, die seit der Veröffentlichung von Die Grenzen des Wachstums vergangen sind. Als Voraussetzung für eine nachhaltige Gesellschaft bezeichnete er die Bereitschaft der Menschen, nach einem „Genug“ zu streben statt nach einem „Mehr“. Mit acht Milliarden Menschen auf der Erde gebe es in Verbindung mit den Zielen von Gleichheit und Wohlstand keine attraktiven Zukunftsszenarien. Man benötige mehr und mehr Kapital, um das Bevölkerungswachstum und den Verbrauch endlicher Ressourcen auszugleichen, bis schließlich – und diese Phase sei nun gekommen – das Wachstum aufhöre. Seine vor einem halben Jahrhundert im Alter von 29 Jahren gehabte Vorstellung, „man identifiziert ein wichtiges Problem, erforscht die Lösungen und zeigt sie allen, und dann setzen die maßgeblichen Leute das um“, habe sich als reichlich naiv erwiesen. Stattdessen müsse man taktieren, die Ziele und Wünsche der entscheidenden Leute kennen, eine Schnittmenge mit den richtigen Lösungen finden und diese dergestalt vorschlagen, „dass die Politiker glauben, sie hätten diese Lösungen selbst gefunden.“

## Veröffentlichungen (Auswahl)
- mit Donella H. Meadows, Jørgen Randers & William W. Behrens III: The Limits to Growth. Universe Books, 1972, ISBN 0-87663-165-0.
  - Die Grenzen des Wachstums. Übertragen von Hans-Dieter Heck. DVA, Stuttgart 1972, ISBN 3-421-02633-5; Rowohlt, Reinbek 1973.
- mit Donella H. Meadows: Typographical errors and technological solutions. In: Nature 247/5436. 1974. S. 97–98. doi:10.1038/247097a0.
- et al.: What Did Tomorrow's Future Look like Yesterday? In: Comparative Politics. 8/1. 1975. S. 166. doi:10.2307/421457.
- et al.: Beyond the Limits: Global Collapse or a Sustainable Future. In: The Economic Journal. 103, Nr. 419, S. 1084.
- et al.: Dynamics of Commodity Production Cycles. In: Journal of the Operational Research Society. 48, Nr. 12, 1997, S. 1254.
- mit Donella Meadows & Jørgen Randers: Beyond the limits. Global collapse or a sustainable future. Earthscan Publications, 1992, ISBN 1-85383-130-1.
  - Die neuen Grenzen des Wachstums Übertragen von Hans-Dieter Heck. DVA, Stuttgart 1992, ISBN 3-421-06626-4; Rowohlt, Reinbek 1993.
- mit Donella Meadows & Jørgen Randers: Limits to Growth: The 30-Year Update. Chelsea Green, 2004, ISBN 1-931498-58-X.
  - Grenzen des Wachstums, das 30-Jahre-Update. Signal zum Kurswechsel. Hirzel, Stuttgart 2006, ISBN 978-3-7776-1384-0.
- A brief and incomplete history of operational gaming in system dynamics. In: System Dynamics Review. 23/2‐3. 2007. S. 199–203.
- et al.: Limits to growth: tools for the transition to sustainability. In: Reflections / Sigma Theta Tau 9. 2009. S. 34–48.

## Video
- Bert Beyers: Growth versus development. Aufgezeichnet beim World Resources Forum in Davos im September 2009 für die Aachener Stiftung Kathy Beys (8:35 min)